# Kostyán
Kostyán (szlovákul Košťany nad Turcom) község Szlovákiában, a Zsolnai kerületben, a Turócszentmártoni járásban.

## Fekvése
Turócszentmártontól 7 km-re délre fekszik.

## Története
1323-ban „villa Coschan” alakban említik először. 1360-ban „Castyan”, 1456-ban „Koschan” néven találjuk. Története során különböző nemesi családok birtoka volt. 1478-tól  a necpáli Justh család birtokolta. 1534-ben „Kosthyan”, 1553-ban „Kosczany”, 1564-ben „Kostyan” alakban szerepel a korabeli forrásokban. A 18. században a Ruttkai család tulajdonában állt. 1785-ben 55 házában 402 lakos élt.
A 18. század végén Vályi András így ír róla: „KOSTVÁN. Tót falu Túrócz Várm. földes Urai több Uraságok, lakosai többen evangelikusok, fekszik Sz. Péternek szomszédságában, mellynek filiája, S. Mártontól 1/2 mértföldnyire, nap nyugotra a’ falu végén látszik valamelly nagy épűletnek maradvánnya, földgye jó, réttyei kétszer használtatnak, fája elég Neczpál erdeiből; legelője is elég van, piatzozása mosóczon, és Sz. Mártonban.”
A 19. században a Beniczky és Jesensky családok birtoka. 1828-ban 55 háza volt 475 lakossal. Lakói főként mezőgazdasággal, favágással, szövéssel foglalkoztak. A falut egykor gyógyolaj árusok lakták, akik szerte Európában árulták termékeiket. 1848-tól, a jobbágyfelszabadítás után kézművességgel, kereskedelemmel foglalkoztak.
Fényes Elek 1851-ben kiadott geográfiai szótárában így ír a faluról: „Kosztyán, Thurócz m. tót falu, a Thurócz vize mellett, ut. p. Zsámbokréthez 1 fertálynyira. Számlál 83 kath., 362 evang., 30 zsidó lak. Földe termékeny, rétje s legelője, és jó vizimalma van. F. u. többen.”
Tűzoltó egyesülete 1885-ben alakult. 1887. június 27-én egy tűzvészben 17 lakóház és 24 gazdasági épület égett le a községben. Iskoláját 1904-ben építették. A trianoni diktátumig Turóc vármegye Turócszentmártoni járásához tartozott.

## Népessége
| Év:            | 1994. | 2004.   | 2014.    | 2024.    |
| -------------- | ----- | ------- | -------- | -------- |
| Emberek száma: | 1089  | 1097    | 1300     | 1473     |
| Eltérés:       |       | +0,73 % | +18,50 % | +13,30 % |

| Év:            | 2023. | 2024.   |
| -------------- | ----- | ------- |
| Emberek száma: | 1440  | 1473    |
| Eltérés:       |       | +2,29 % |

1910-ben 488-an lakták, ebből 439 szlovák, 36 magyar, 11 német és 2 egyéb anyanyelvű.
2001-ben 1084 lakosából 1062 szlovák volt.
2011-ben 1161 lakosából 1084 szlovák volt.
2021-ben 1336 lakosából 1266 (+1) szlovák, 2 (+1) magyar, 2 (+1) cigány, 1 (+1) ruszin, 13 (+1) egyéb és 52 ismeretlen nemzetiségű volt.

## Neves személyek
- Innét származott Ivan Zbíňovský entomológus, utazó.
- Itt született 1827-ben Samuel Šípka nemzetébresztő, memorandista, újságíró.
- Itt született 1882-ben Ján Párička rózsahegyi nyomdász, kiadó.
- Itt született 1906-ban Andrej Polonec szlovák néprajzkutató, muzeológus, középiskolai tanár.

## Nevezetességei

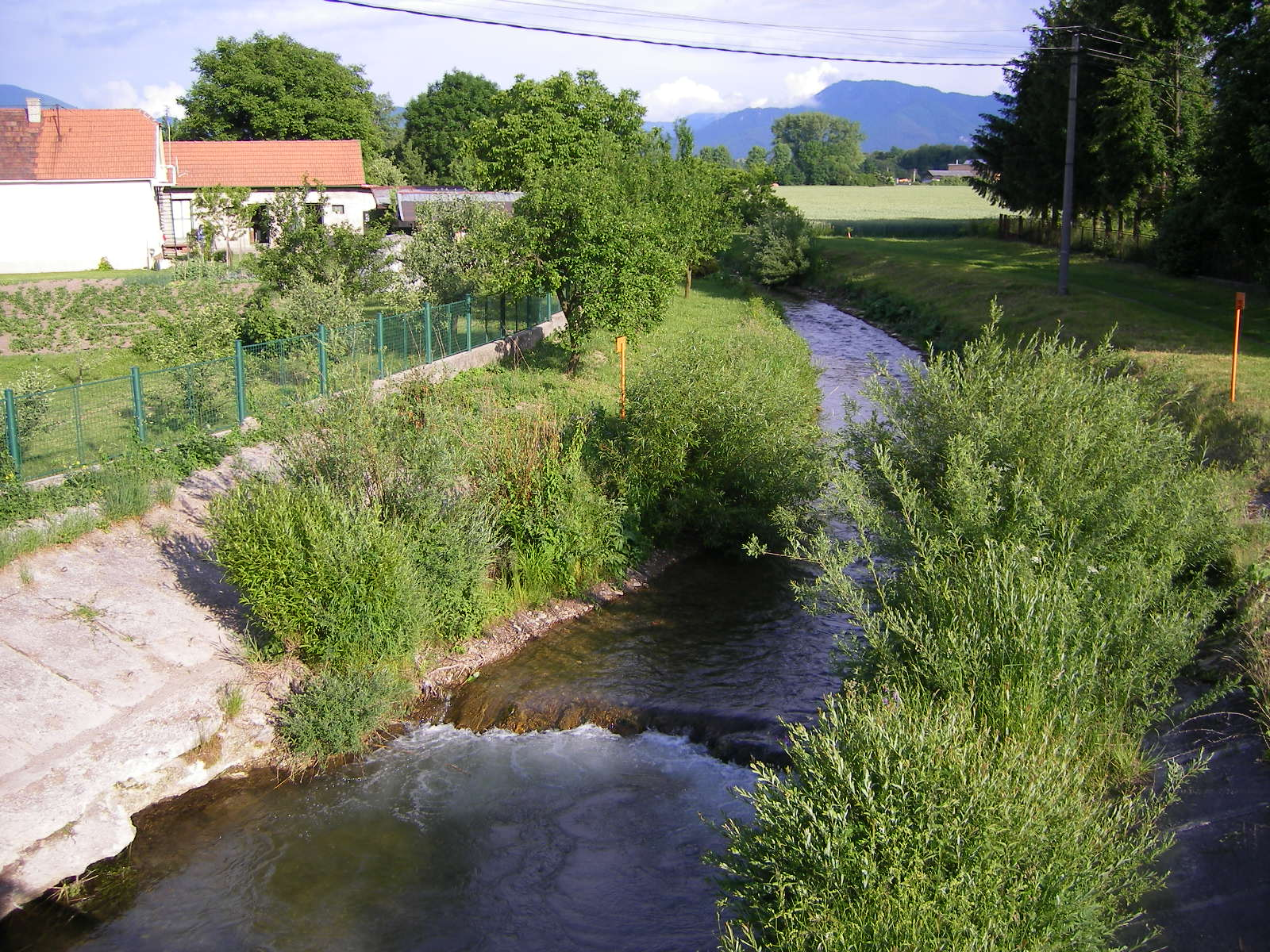
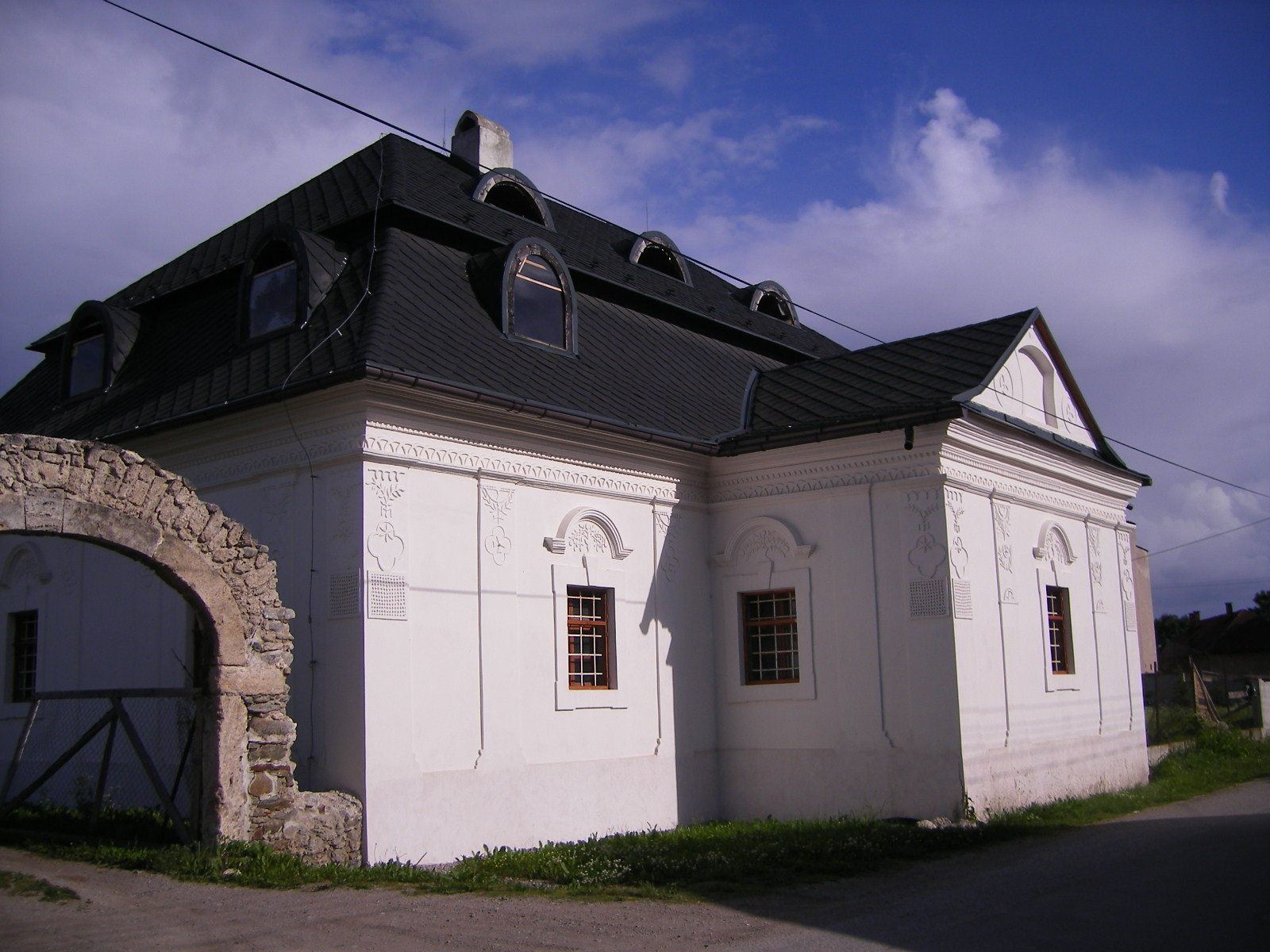
A kastély
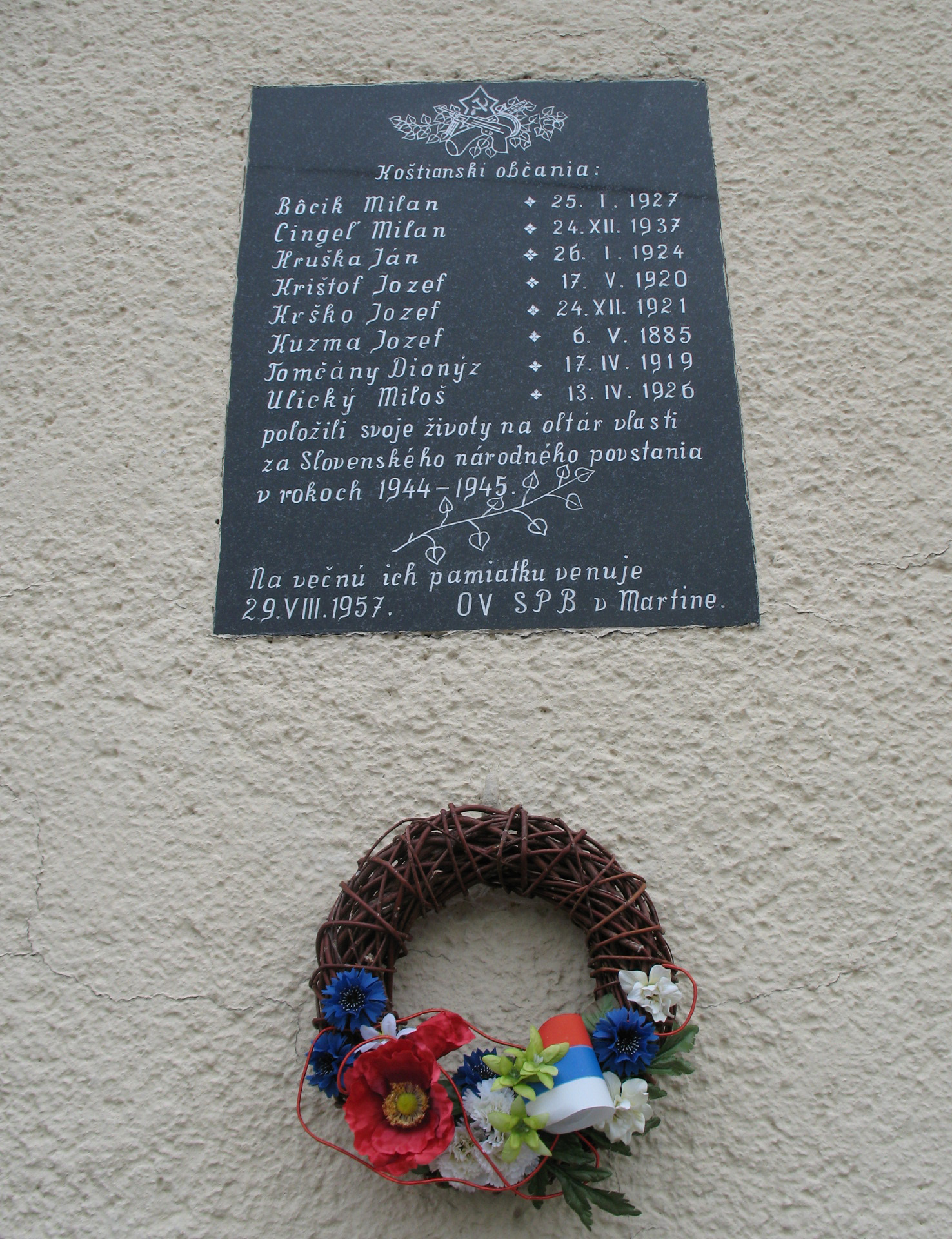
Szlovák nemzeti felkelés emléktáblája
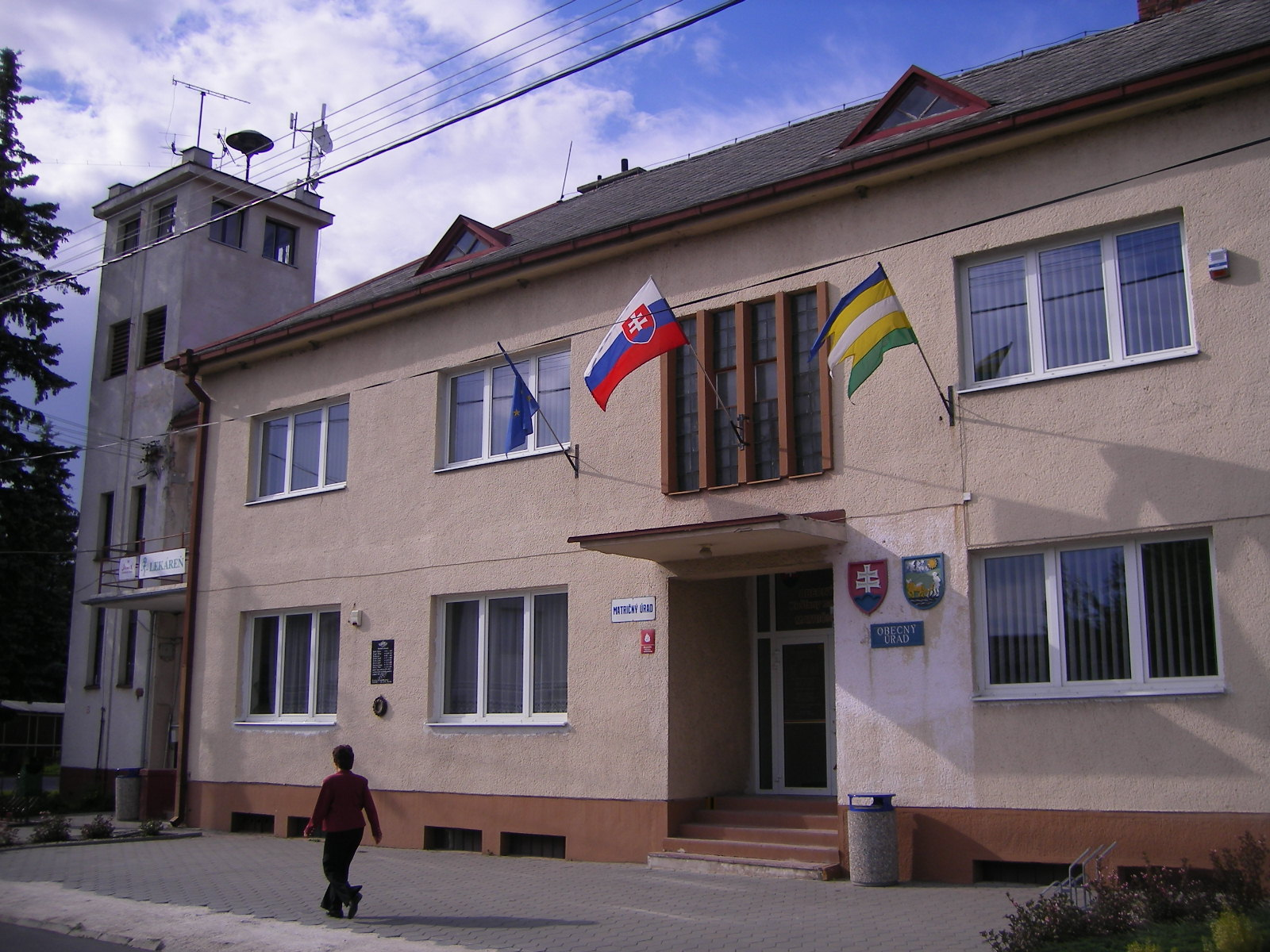
Kostyán - községháza

- Kastélya a 18. század második felében épült rokokó-klasszicista stílusban.
- A községben a 19. századi népi építészet számos szép példája látható.

## Külső hivatkozások
- Hivatalos oldal
- Községinfó
- Kostyán Szlovákia térképén
- E-obce.sk Archiválva 2008. június 17-i dátummal a Wayback Machine-ben